# Коркотино
Коркотино — деревня в составе Богородского сельсовета Варнавинского района Нижегородской области.
Располагается на правом берегу реки Ветлуги.
По данным на 1999 год, численность населения составляла 13 чел.